# 8월 30일
8월 30일은 그레고리력으로 242번째(윤년일 경우 243번째) 날에 해당한다.

## 사건
- 1882년 - 조선이 일본과 임오군란의 뒷처리를 위한 제물포 조약을 맺다.
- 1914년 - 제1차 세계 대전: 독일 공군기, 파리에 폭탄투하. (세계최초의 공습)
- 1919년 - 이동휘, 대한민국 임시정부 국무총리에 취임.
- 1940년 - 제2차 빈 중재: 루마니아의 영토인 트란실바니아의 절반이 헝가리의 영토로 편입된다.
- 1949년 - 대한민국 최초의 국비유학생 6명, 미국 유학.
- 1961년 - 한국노동조합총연맹 결성.
- 1962년 - 대한민국, 엘살바도르와 수교.
- 1963년 - 박정희 국가재건최고회의 의장 예편해 민주공화당에 입당.
- 1972년 - 제1차 남북 적십자 회담이 평양에서 열리다.
- 1981년 - 이란 총리 관저서 폭발사고로 라자이 대통령과 바호날 수상 사망.
- 1991년 - 아제르바이잔이 독립했다.
- 1999년 - 동티모르에서 인도네시아로부터의 독립 여부를 묻는 투표가 유엔 감시하에 실시되다.
- 2001년
  - 대한민국, 7대 광역도시권 1억평 그린벨트 해제.
  - 대한민국 국가청소년위원회, 청소년 대상 성범죄자 169명 신상 공개
- 2002년 - 대한민국과 조선민주주의인민공화국, 제2차 남북경제협력추진위원회, 경의선. 동해선 철도 및 도로 연결 착공 관련 8개 항목 합의.
- 2004년 - 대구 지하철 화재 참사 방화범 김대한이 진주교도소에서 지병으로 사망하다.
- 2005년 - 허리케인 카트리나가 미국 루이지애나주의 뉴올리언스를 강타한 뒤 31일 소멸되었다.

## 문화
- 1910년 - 일본, 대한매일신보를 사들여 매일신보로 이름을 변경하다.
- 1963년 - 미국과 소비에트 연방, 워싱턴 D.C. 및 모스크바 사이에 핫라인 개통.
- 1978년 - 대한민국, 부산에서 제24회 국제기능올림픽 개막.
- 2001년 - 대한민국 부산광역시에서 부산원음방송 개국.
- 2007년 - 단국대학교 본교가 서울특별시 용산구 한남동에서 경기도 용인시 수지구 죽전동으로 이전하였다.
- 2008년 - MBC 표준FM의 한국민요대전이 19년 만에 폐지되었다.

## 탄생
- 1534년 - 왕석작. (~1611년)
- 1748년 - 프랑스의 화가 자크루이 다비드. (~1825년)
- 1772년 - 프랑스 혁명가의 왕당파 군인 앙리 드 라 로슈자클랭. (~1794년)
- 1797년 - 영국의 소설가 메리 셸리. (~1851년)
- 1871년
  - 영국의 핵물리학자 어니스트 러더퍼드. (~1937년)
  - 일본의 문호 구니키다 돗포. (~1908년)
- 1897년 - 대한민국의 소설가 염상섭. (~1963년)
- 1918년
  - 대한민국의 군인 심용현. (~1986년)
  - 미국의 야구 선수 테드 윌리엄스. (~2002년)
- 1919년 - 체코의 소설가 이르지 오르텐. (~1941년)
- 1930년 - 미국의 기업가 워런 버핏.
- 1940년 - 대한민국의 소설가 최범서.
- 1941년 - 대한제국의 황손, 가수 이석.
- 1943년 - 미국의 언더그라운드 만화가 로버트 크럼.
- 1945년 - 대한민국의 저술가, 대학교수 황수관. (~2012년)
- 1946년
  - 미국의 배우, 모델 페기 립턴. (~2019년)
  - 미국의 생물학자 마이클 그룬스타인. (~2024년)
- 1951년
  - 대한민국의 정치인, 의원 이봉락.
  - 리투아니아의 정치인 게디미나스 키르킬라스. (~2024년)
- 1952년 - 영국의 기업인 스티븐 랜스다운.
- 1954년 - 벨라루스의 대통령 알렉산드르 루카셴코.
- 1957년 - 대한민국의 시인 박남준.
- 1958년 - 러시아의 기자 안나 폴릿콥스카야.
- 1960년 - 대한민국의 정치인 김교흥.
- 1961년 - 이탈리아의 권투 선수 살바토레 토디스코. (~1990년)
- 1966년
  - 대한민국의 가수 황규영.
  - 미국의 배우 마이클 미셸.
- 1972년
  - 미국의 배우 캐머런 디애즈.
  - 체코의 전 축구 선수 파벨 네드베트.
- 1975년 - 튀니지의 전 축구 선수 라디 자이디.
- 1976년 - 대한민국의 가수 정홍일.
- 1977년 - 대한민국의 배우 김문찬.
- 1978년
  - 대한민국의 성우 권연희.
  - 우즈베키스탄의 전 축구 선수 막심 샤츠키흐.
  - 대한민국의 정치인 백수범.
- 1979년 - 대한민국의 아나운서 김일중.
- 1980년
  - 대한민국의 미스코리아, 배우 김연주.
  - 대한민국의 배우 김동윤.
- 1981년 - 대한민국의 음악가 이장원.
- 1982년
  - 중화민국의 배우 양유닝.
  - 일본의 성우 요네자와 마도카.
  - 대한민국 태생 미국의 방송인 에바 필그림.
- 1983년
  - 대한민국의 레이싱모델 김유하.
  - 대한민국의 성우 김정훈.
  - 대한민국의 아나운서 정다은.
  - 일본의 가수 마츠모토 준 (아라시).
  - 이탈리아의 축구 선수 시모네 페페.
- 1984년
  - 대한민국의 축구 선수 김태진.
  - 쿠바의 권투 선수 얌피에르 에르난데스.
- 1985년 - 대한민국의 연극배우 엄영실.
- 1986년 - 미국의 전 기타리스트 겸 작사가 라이언 로스.
- 1987년
  - 대한민국 중국의 가수 차오루. (피에스타)
  - 미국의 배우 조해나 브래디.
- 1988년
  - 대한민국의 아나운서 서연미.
  - 에스토니아의 가수 라우라 펄드베레.
- 1989년
  - 대한민국의 전 배구 선수 백목화.
  - 미국의 가수 비비 렉사.
  - 대한민국의 싱어송라이터 이정권.
  - 대한민국의 야구 선수 조윤준.
  - 대한민국의 배우 정가희.
- 1990년
  - 대한민국의 전직 스타크래프트 프로게이머 진영화.
  - 대한민국의 봅슬레이 선수 석영진.
- 1991년
  - 대한민국의 가수 YY (UNVS).
  - 대한민국의 가수 이상규 (양반들).
  - 대한민국의 모델 태이.
  - 미국의 DJ 데오로.
  - 프랑스의 배우 가이아 와이스.
  - 대한민국의 야구 선수 김주원.
- 1992년
  - 미국의 가수, 배우 데미 로바토.
  - 대한민국의 뮤지컬 배우 배다솜.
- 1993년
  - 대한민국의 가수 오리
  - 대한민국의 야구 선수 조수행.
  - 대한민국의 기상캐스터 안수진.
  - 스페인의 축구 선수 파코 알카세르.
- 1994년
  - 대한민국의 배우 권소현.
  - 대한민국의 가수 허영지(카라).
  - 대한민국의 가수 디엘 (블랑세븐).
- 1995년 - 대한민국의 가수 니드.
- 1996년
  - 대한민국의 리그 오브 레전드 프로게이머 안현국.
  - 말리의 축구 선수 이브 비수마.
- 1997년 - 대한민국의 가수, 싱어송라이터 영롱.
- 1998년 - 대한민국의 前 오버워치 프로게이머 신동훈.
- 1999년
  - 대한민국의 야구 선수 안우진.
  - 대한민국의 축구 선수 이상민.
- 2000년 - 대한민국의 가수 백다연.
- 2001년 - 대한민국의 야구 선수 이민호.
- 2002년
  - 잉글랜드의 배우 래피 캐시디.
  - 대한민국의 가수 우경준.
- 2004년 - 대한민국의 가수 김규빈.
- 2005년 - 일본의 아이돌 오쿠다 이로하.
- 2006년 - 대한민국의 배우 이지원.
- 2007년 - 일본의 스케이트보드 선수 니시야 모미지.
- 2010년 - 대한민국의 배우 조아인.

### 미상
- 대한민국의 희극인, 영화 배우, 가수 이장숙.
- 대한민국의 가수 됸쥬.

## 사망
- 526년 - 동고트 왕국의 초대 국왕 테오도리쿠스 대왕. (454년~)
- 1181년 - 제170대의 교황 알렉산데르 3세. (1105년~)
- 1329년 - 원나라의 제9대 황제 원 명종. (1300년~)
- 1483년 - 프랑스의 왕 루이 11세. (1423년~)
- 1723년 - 네덜란드의 미생물학자, 과학자 안토니 판 레이우엔훅. (1632년~)
- 1970년
  - 대한민국의 시인, 번역문학가 김관식. (1934년~)
  - 러시아 태생 미국의 의류제작자 에이브러햄 저프루더. (1905년~)
- 2004년 - 대한민국의 대구 지하철 화재 참사 방화범 김대한. (1947년~)
- 2010년 - 아르헨티나의 축구 선수 프란시스코 바라요. (1910년~)
- 2012년 - 대한민국의 아나운서 이광재. (1932년~)
- 2015년 - 미국의 영화 감독 웨스 크레이븐. (1939년~)
- 2018년 - 소련과 러시아의 가수 이오시프 코브존. (1937년~)
- 2019년
  - 대한민국의 소설가 박태순. (1942년~)
  - 미국의 영화배우 밸러리 하퍼. (1939년~)
- 2021년
  - 대한민국의 사회기관단체인 김옥라. (1918년~)
  - 칠레의 유튜버 tomiii 11. (2009년~)
- 2022년 - 소련의 정치인 미하일 고르바초프. (1931년~)
- 2023년 - 이집트의 사업가 모하메드 알파예드. (1929년~)
- 2024년
  - 대한민국의 금융인 위성복. (1939년~)
  - 라투니아의 수영 선수 로베르타스 줄파. (1960년~)
  - 뉴질랜드의 제7대 마오리 국왕 투헤이티아 파키. (1955년~)

## 기념일
- 세계 실종자의 날
- 리마 성녀의 날(Santa Rosa de Lima): 페루
- 승리의 날(Victory Day): 1922년 터키 독립 전쟁에서의 승리를 기념하는 날, 터키

## 같이 보기
- 전날: 8월 29일 다음날: 8월 31일 - 전달: 7월 30일 다음달: 9월 30일
- 음력: 8월 30일
- 모두 보기